# Adam Nunn
Adam Nunn (* 1. Mai 1985) ist ein englischer Fußballschiedsrichterassistent. Er steht als dieser seit 2017 auf der Liste der FIFA-Schiedsrichter.

## Karriere
Als Assistent begleitete er nebst vielen Partien auf nationaler Ebene unter anderem international nebst Begegnungen auf Klub-Ebene, auch Spiele von Nationalmannschaften. Hierbei war er unter anderem bei der UEFA Nations League und der Europameisterschaft 2020 vertreten. Zur Weltmeisterschaft 2022 wurde er ins Aufgebot der Assistenten berufen.